# Olinka Hardiman
Olinka Hardiman, pseudonimo di Olga Richter (Varo, 16 gennaio 1960), è un'ex attrice pornografica ed ex modella francese, attiva prevalentemente durante gli anni ottanta.

## Biografia
È meglio conosciuta per la sua somiglianza con l'attrice Marilyn Monroe e spesso ha interpretato il suo idolo come una sosia nei film in cui è apparsa, molti dei quali erano di genere hardcore. Ha anche realizzato diversi servizi fotografici per riviste per adulti. Era estremamente flessibile e durante gli amplessi era in grado di eseguire varie contorsioni come in Inside Marilyn (1985).

## Filmografia
- Linea di sangue (Bloodline), regia di Terence Young (1979) - scena tagliata
- Emmanuelle à Cannes, regia di Jean-Marie Pallardy (1980)
- Les nuits de Marilyn, regia di Didier Philippe-Gérard (1981)
- Calde svedesi al sole di Ibiza (Sechs Schwedinnen auf Ibiza), regia di Gérard Loubeau (1981)
- Desideri inconfessabili (L'amour aux sports d'hiver), regia di Michel Lemoine (1981)
- Vacanze a Saint Tropez - L'altro piacere (Attention fillettes!...), regia di Gérard Kikoïne (1982)
- Godimenti bestiali di una signora per bene (Mélodie pour Manuella), regia di Joe de Palmer (1982)
- Heißer Sex auf Ibiza, regia di Gérard Loubeau (1982)
- L'Inconnue, regia di Alain Payet (1982)
- Prison très spéciale pour femmes, regia di Gérard Kikoïne (1982)
- Giovani, belle... probabilmente ricche, regia di Michele Massimo Tarantini (1982)
- Natacha baronne vicieuse, regia di Joe de Palmer (1982)
- Amore a cavallo (Hetaste liggen), regia di Andrei Feher (1983)
- Ardeurs perverses, regia di Michel Lemoine (1983)
- Supergirls for Love, regia di Walter Molitor (1983)
- Révolution, regia di José Bénazéraf (1983)
- Lorna... una bocca in calore (Neiges brûlantes), regia di Michel Lemoine (1983)
- Furia porno, regia di José Bénazéraf (1983)
- Je t'offre mon corps, regia di Michel Lemoine (1984)
- Marilyn - Kleine Spalten, süße Lippen, regia di Jean-François Davy (1984)
- Lingeries fines et perverses, regia di Jean-François Davy (1984)
- La Femme en spirale, regia di Jean-François Davy (1984)
- Ingrid, puttana d'Amburgo (Ingrid, Whore of Hamburg), regia di José Bénazéraf (1984)
- Festival 1, regia di Carlo Romana (1984)
- Die wilden Stunden der schönen Mädchen, regia di Michel Caputo (1984)
- Rosalie se découvre, regia di Michel Lemoine (1985)
- Inside Marilyn, regia di Walter Molitor (1985)
- The Porno Race, regia di Andrei Feher (1985)
- La Maison des milles et un plaisirs, regia di Michel Lemoine (1985)
- Marilyn, mon amour, regia di Michel Lemoine (1985)
- Plaisirs sodomites pour salopes inassouvies, regia di Michel Caputo (1985)
- Olynka, grande prêtresse de l'amour, regia di José Bénazéraf (1985)
- Kärleksdrömmar, regia di Andrei Feher (1985)
- Mobilhome Girls, regia di Michel Lemoine (1985)
- Il fiore sulla carne, regia di Michel Caputo (1985)
- Trashy Tourist, regia di José Bénazéraf (1985)
- Mrs Winter's Lovers, regia di José Bénazéraf (1985)
- Furia di sensi con flamenco (Malisa, Elisa et le taureau), regia di José Bénazéraf (1985)
- Erotic Intruders, regia di José Bénazéraf (1985)
- Bimbo, regia di Jack Bravman e Marc Roberts (1985)
- I Love You, regia di Marco Ferreri (1986)
- I vizi di Marilyn (Le retour de Marilyn), regia di Michel Lemoine (1986)
- Exigences très spéciales, regia di Michel Caputo e Pierre B. Reinhard (1986)
- L'été les petites culottes s'envolent, regia di Michel Lemoine (1986)
- Voyage au bout du vice, regia di José Bénazéraf (1986)
- The Story of Marilyn Part 2, regia di Josefine Baker (1986)
- Miami Vice Girls, regia di Jack Bravman (1986)
- Un desiderio bestiale, regia di Antonio D'Agostino (1987)
- Tickle Time (1987)
- Tentazione, regia di Sergio Bergonzelli (1987)
- Delirio di sangue, regia di Sergio Bergonzelli (1988)
- Postcards from Abroad (1991)